# ساندي هاولي
ساندي هاولي (بالإنجليزية: Sandy Hawley)‏ هو فارس أمريكي وكندي، ولد في 16 أبريل 1949 في أوشاوا في كندا.